# 葉公杼
葉公杼（英語：Lily Yeh Jan，1947年1月20日—），原籍台灣的美國華裔生物物理學家，美國國家科學院院士，台灣中央研究院院士，舊金山加州大學教授，以完成鉀離子通道的分子選殖的工作而最為知名。曾師事於馬克斯·德爾布呂克。

## 生平
1947年出生于福州，2歲移居台灣。從台北市立第一女中、台灣大學物理系畢業。葉與當時其他許多年輕學生一樣，受到華人物理學家傑出成就的鼓舞而選讀物理學，台大物理系也成為當時全台灣入學競爭最激烈的理工科系。此外少年時期的葉公杼，因為聽聞了女生不適合選讀物理系與電機系的說法，也希望以自己為實例打破這種偏見。她後來的夫婿詹裕農（Yuh-Nung Jan），是長她一個年級的台大物理系同窗。1968年，葉公杼大學畢業，詹裕農服完了一年兵役，他們相偕赴美國加州理工學院攻讀物理碩士及生物物理博士。1971年，葉和詹結婚，兩人育有一女一子。
1979年，夫婦同時被舊金山加州大學聘為助理教授。1983年，同時晉升為副教授。1984年，同時被霍華德·休斯醫學院聘為研究員。1985年，同時晉升為教授。1995年，葉當選為美國科學院院士，但因丈夫未獲提名而婉拒，美國科學院特為她保留一年資格。次年，詹裕農也獲得提名，夫婦雙雙成為美國科學院院士。1998年，他們再度同時當選為台灣中央研究院院士，而葉更是以當屆最高票當選。

## 外部連結
- 葉公杼院士基本資料 （页面存档备份，存于）